# The Song Writers' Revue
The Song Writers' Revue è un cortometraggio musicale diretto da Sammy Lee nel 1930.